# Zhang Changning
Zhang Changning, född 6 november 1995 i Changzhou, är en kinesisk beachvolley- och volleybollspelare. I volleyboll blev hon olympisk guldmedaljör i volleyboll vid OS 2016 i Rio de Janeiro och tog brons vid VM 2018 i Japan. I beachvolley tog hon silver vid asiatiska mästerskapet 2011 tillsammans med Ma Yuanyuan.